# James Wendell
James Isaac Wendell (* 3. September 1890 in Schenectady, New York; † 22. November 1958 in Philadelphia, Pennsylvania) war ein US-amerikanischer Leichtathlet. Er war 1,83 m groß und 79 kg schwer.
Er gewann drei IC4A-Meisterschaften:
- 1912: über 120 yds Hürden in 15,6 s
- 1913: über 120 yds Hürden in 15,4 s und über 220 yds Hürden in 23,6 s

Bei den Olympischen Sommerspielen 1912 in Stockholm gewann er in 15,2 Sekunden die Silbermedaille im 110-Meter-Hürdenlauf hinter Fred Kelly (Gold in 15,1 s) und vor Martin Hawkins (Bronze in 15,3 s). An dem Rennen waren bis auf den Briten Kenneth Powell, der Letzter wurde, nur US-Amerikaner beteiligt.
Wendell konnte sich zweimal unter den Top Ten der Weltrangliste platzieren:
- 1912 Platz 4 (15,2 s)
- 1913 Platz 5 (15,4 s)

Nach Beendigung seiner Laufbahn wurde er Lehrer für Sport und Englisch an der Hill School in Pottstown. Von 1928 bis 1952 war er Direktor dieser Schule.
James Wendell war Absolvent der Wesleyan University. Im Jahr 2008 wurde er in die Hall of Fame dieser Universität aufgenommen.